# كاثلين كيريغان
كاثلين كيريغان (بالإنجليزية: Kathleen Kerrigan)‏ هي كاتِبة وكاتبة مسرحية وممثلة أمريكية، ولدت في 11 أبريل 1868 في مقاطعة فلويد في الولايات المتحدة، وتوفيت في 27 يناير 1957 في مقاطعة لوس أنجلوس في الولايات المتحدة.

## وصلات خارجية
- كاثلين كيريغان على موقع IMDb (الإنجليزية)
- كاثلين كيريغان على موقع قاعدة بيانات برودواي على الإنترنت (الإنجليزية)